# Cristino Álvarez Herrera
Cristino Álvarez Herrera (La Coruña, 26 de octubre de 1947-Madrid, 19 de enero de 2018) fue un periodista gallego especializado en gastronomía, conocido con el seudónimo de Caius Apicius, con el que firmaba sus artículos, reportajes y críticas en esta materia.

## Biografía
Era hijo de Cristino Álvarez Hernández, figura relevante del franquismo en la ciudad de La Coruña, que en los años en que nació Cristino Álvarez era concejal y después primer teniente de alcalde de la ciudad. 
Se graduó en Periodismo por la Escuela Oficial en 1974 y ese mismo año se incorporó a la Agencia Efe como redactor, en la que fue nombrado jefe de sección de información parlamentaria en 1977.
Desde el 31 de enero de 1981 publicó semanalmente sus artículos con el pseudónimo de Caius Apicius, que aparecían en más de un centenar de medios de todo el mundo. El 30 de noviembre de 2004 se jubiló pero siguió colaborando enviando sus crónicas semanales a la agencia. La última, titulada “En blanco y negro”, se trasmitió el 15 de enero de 2018.
Admirador de Álvaro Cunqueiro, Josep Pla, Julio Camba, Martínez Llopis o Néstor Luján, ingresó en la Real Academia de Gastronomía en 2014 con un discurso sobre el vino. Escribió una docena de libros, entre ellos "Galicia. Los vinos del fin del mundo" y "Cocina madrileña" junto a su mujer Isabel Corbacho. Fue colaborador de revistas como Sobremesa y periódicos como La Voz de Galicia.

## Premios
- Premio Nacional de Periodismo Gastronómico Álvaro Cunqueiro, en su XX edición, en 2014.[5]
- Premio Alimentos de España "Mejor labor informativa continuada" en 2000.[6]
- Premio Nacional de Periodismo “Villa y Condado de Noreña” (1995).
- Premio Nacional de Gastronomía en 1992 a la mejor labor periodística .